# Mohamed Karim El Jamoussi
Mohamed Karim El Jamoussi, né le 28 janvier 1966 à Tunis, est un haut fonctionnaire, magistrat, diplomate et homme politique tunisien.
Il est secrétaire d'État chargé des Domaines de l'État de janvier 2014 à février 2015 puis ministre de la Justice de novembre 2018 à février 2020. De septembre 2020 à janvier 2024, il est ambassadeur de Tunisie en France.

## Biographie

### Formation
Mohamed Karim El Jamoussi obtient une maîtrise de droit et un diplôme d'études approfondies en droit public à la faculté de droit et des sciences politiques de l'université de Tunis - El Manar.

### Carrière professionnelle
Il est par la suite conseiller adjoint, conseiller rapporteur à la chambre consultative, conseiller près de la cassation, commissaire d'État puis président de chambre au Tribunal administratif. Il est également le chef du projet de nouveau Code d'investissements, chef du projet de la mise en place de la nouvelle Instance nationale de l'investissement, membre du Comité national d'éthique médicale et professeur à l'École nationale d'administration, avant de devenir chef de cabinet du ministre du Développement et de la Coopération internationale.

### Carrière politique
En janvier 2014, il est nommé secrétaire d'État chargé des Domaines de l'État, en tant qu'indépendant, au sein du gouvernement de Mehdi Jomaa.
Le 5 novembre 2018, il est désigné ministre de la Justice au sein du gouvernement de Youssef Chahed.
Le 29 octobre 2019, il est nommé ministre de la Défense par intérim à la suite du limogeage d'Abdelkrim Zbidi.
Le 12 septembre 2020, il est nommé ambassadeur de Tunisie en France,. Dhia Khaled lui succède le 5 janvier 2024.

## Vie privée
Mohamed Karim El Jamoussi est marié et père de deux enfants. Il parle arabe, français, anglais et italien.